# Szentgyörgyvölgy
Szentgyörgyvölgy là một thị trấn thuộc hạt Zala, Hungary. Thị trấn này có diện tích 29,58 km², dân số năm 2010 là 419 người, mật độ 14 người/km².